# MBN 토요포커스
《MBN 토요포커스》는 매주 토요일 오전 5시 40분에 MBN에서 방영중인 시사 프로그램이다.

## 앵커
- 정창원
- 차유나
- 최은수

## 동시간대 경쟁 뉴스 프로그램
- KBS 뉴스광장 (KBS 1TV)
- MBC 뉴스투데이 (MBC)
- 모닝와이드 (SBS)